# Sindeok
Sindeok (신덕), née le 12 juillet 1356 et morte le 15 septembre 1396, du clan Goksan, est le nom posthume de la seconde femme du roi Taejo, premier monarque de la période Joseon en Corée. Elle était honorée sous le nom de Hyeon (현) de 1392 à sa mort.
Mère d'une fille et de deux garçons, elle a manœuvré sans succès pour essayer de faire couronner son fils aîné au détriment des fils de Shinui, la première femme du roi.